# Rosebank (Le Cap)
Pour les articles homonymes, voir Rosebank.
Rosebank est un faubourg de la banlieue sud de la ville du Cap en Afrique du Sud, situé sur la pente orientale inférieure de Devil's Peak. 
L'Irma Stern Museum se situe dans le quartier de Rosebank.

## Géographie
Rosebank est délimité au nord par Mowbray, à l'est et au sud par Rondebosch, à l'ouest par l'autoroute M3 (Rhodes Drive), au-delà duquel se trouve Devil's Peak. 
Rosebank s'étend entre le pic du diable jusqu'au bord de Rondebosch Common. Le secteur autour de Main Road est principalement composé de résidences universitaires, de commerces et d'immeubles d'appartements. Le secteur entre Liesbeek Parkway et rondebosch common à l'est est une zone plus résidentielle et aisée comprenant des maisons et le lycée pour filles de Rustenburg (Rustenburg Girls High School).

## Démographie
Selon le recensement de 2011, Rosebank compte 4 963 résidents, principalement issu de la communauté noire (44,79%). Les Blancs, autrefois très majoritaire, représentent 37,88 % des habitants tandis que les Coloureds, majoritaires dans la ville et dans la province, représentent 8,66 % des résidents.
Les habitants sont à 64,74 % de langue maternelle anglaise, à 9,35 % de langue maternelle afrikaans et à 5,66 % de langue maternelle xhosa.

## Politique
Le quartier est situé dans le ward 57 dans le 16 arrondissement du Cap. Ce ward, bastion de l'Alliance démocratique comprend outre Rosebank des portions de Observatory (ouest), de Salt River (sud), de Zonnebloem (sud-est), de Woodstock (sud) et de Mowbray (ouest).